# West Prongs
Die West Prongs (englisch für Westzinken) sind eine Gebirgsgruppe dreier markanter Felssporne im westantarktischen Queen Elizabeth Land. In der Neptune Range der Pensacola Mountains bilden sie das westliche Ende eines Gebirgskamms unmittelbar nördlich des Elliott Ridge.
Der United States Geological Survey kartierte sie anhand von Vermessungen und Luftaufnahmen der United States Navy zwischen 1956 und 1966. Das Advisory Committee on Antarctic Names benannte sie 1968 nach Clyde E. West, Koch auf der Ellsworth-Station im antarktischen Winter 1958.